# Хашемян, Вахид
Вахи́д Хашемя́н (перс. وحيد هاشميان‎; род. 21 июля 1976, Тегеран) — иранский футболист.

## Клубная карьера
Хашемян начал футбольную карьеру в тегеранской команде ПАС. Далее он играл в Германии в команде «Гамбург» в сезоне 1999/2000. За три сезона с клубом «Бохум» забил 34 гола в 87 матчах. В последнем сезоне забил 16 голов, тем самым помог «Бохуму» финишировать пятым в чемпионате и претендовать на Кубок УЕФА в сезоне 2004/05. Это побудило команду «Бавария» предложить ему контракт.
После одного сезона в «Баварии» он присоединился к клубу «Ганновер 96», за который выступал с 2005 по 2008 год. 23 апреля 2008 года должностные лица команды «Бохум» объявили, что он вернется в свой клуб в сезоне 2008/09. Хашемян подписал контракт с опционом на один дополнительный год, однако игра у него не пошла. 30 декабря 2010 года Хашемян подписал соглашение с «Персеполисом» из чемпионата Ирана. Там он выиграл Кубок. 19 июля 2011 года он продлил контракт с иранской командой «Персеполис» ещё на один год. 20 мая 2012 года было объявлено, что он покинет клуб в конце сезона.
21 июля 2012 года, в свой 36-й день рождения, он объявил о своём уходе из футбола. 26 октября 2012 года он был назначен тренером команды «Хальстенбек-Реллинген», но после успешной работы с командой объявил о своей отставке в конце сезона.